# Settima battaglia dell'Isonzo
La Settima battaglia dell'Isonzo fu uno scontro bellico, perdurato dal 14 al 18 settembre 1916, che vide l'esercito italiano tentare un'offensiva contro le truppe austro-ungariche.

## Obiettivi
Gli attacchi italiani ebbero come obiettivo le trincee austro-ungariche sul Carso, tra il mare Adriatico e Gorizia.
La Terza armata italiana doveva irrompere sull'altura di Fajti (Quota 432) in direzione del Monte Tersteli per poi attaccare Trieste. Gli Italiani riuscirono appena a conquistare alcune trincee e una piazzaforte presso Merna.

## Preparativi
Svetozar Borojević, dopo la sesta battaglia dell'Isonzo, sapeva che il Comando supremo militare italiano avrebbe ritentato il forzamento del fronte dell'Isonzo, quindi si adoperò per rinforzare il sistema difensivo, soprattutto sul Carso.   Per le opere di fortificazione aveva a disposizione 40000 genieri, di cui la metà costituito da prigionieri di guerra russi.
Inoltre ricevette, entro settembre, notevoli rinforzi che portarono le truppe austro-ungariche sull'Isonzo a 165 battaglioni; la presa di Gorizia aveva preoccupato lo stato maggiore austro-ungarico, che aveva concesso i rinforzi.
Cadorna manteneva la sua convinzione, dopo i  successi del sesto tentativo e i rovesci in Galizia degli austro-ungarici, che la direttrice di attacco attraverso l'Isonzo verso Trieste fosse l'unica che avrebbe portato alla vittoria, e tralasciò le proposte della Regia Marina per uno sbarco in Istria, per aggirare le difese nemiche. Per il compito di superare i 20 chilometri che separavano la prima linea italiana da Trieste ammassò abbastanza truppe da ottenere, localmente, un rapporto di tre a uno con i fanti austro-ungarici e di quattro a uno per quanto riguarda l'artiglieria.

## Battaglia
Il bombardamento preparatorio dell'artiglieria italiana iniziò gradualmente dal 7 settembre per poi intensificarsi il 10. La sera del 13, una squadra di bombardieri pesanti si unì all'artiglieria nel bombardare le posizioni austro-ungariche.
La mattina del 14 settembre il bombardamento raggiunse il culmine d'intensità e nel pomeriggio le truppe del Duca d'Aosta si lanciarono all'attacco. Una breve apparizione del sole aveva convinto l'Alto Commando italiano ad iniziare il bombardamento finale ma in poco tempo si scatenarono forti temporali e infine calò la nebbia. La sera dello stesso giorno, le truppe italiane, logorate dalla pioggia, si trovarono in difficoltà ovunque anche grazie alla dura reazione austro-ungariche. Il Comando della 3ª Armata italiana ordinò alle truppe di interrompere l'attacco e mantenere le posizioni raggiunte, mentre l'artiglieria doveva continuare il tiro sulle postazioni nemiche.
All'alba del 15 venne dato di nuovo l'ordine di attaccare. Le truppe italiane delle brigate Granatieri, Ferrara, Lombardia, Napoli e i bersaglieri, con in testa il 15º reggimento, attaccarono le posizioni austro-ungariche e, a sera, erano riusciti a conquistare altri 300 metri.
Il 16 e 17 settembre la battaglia si concluse. La 3ª armata era stata bloccata da una difesa nemica ben più solida del previsto e, in parte, sconosciuta. Tra la prima e seconda linea, infatti, ve ne erano altre due, munite di reticolati e magazzini di materiale bellico pronto all'uso. Gli austro-ungarici, indietreggiando lentamente erano sempre al riparo, mentre le truppe italiane avanzanti subivano il fuoco delle mitragliatrici avversarie.
Dal 14 al 17 settembre si ebbero un numero di vittime pari a 20333 soldati e 811 ufficiali.
Fu durante questa battaglia che Cadorna inaugurò la tattica delle "spallate", ovvero urti energici ma di breve durata contro settori limitati. La battaglia durò solo quattro giorni, ma le perdite furono terribili su entrambi i lati.